# Щокова дробарка

Принцип дії щокової дробарки.

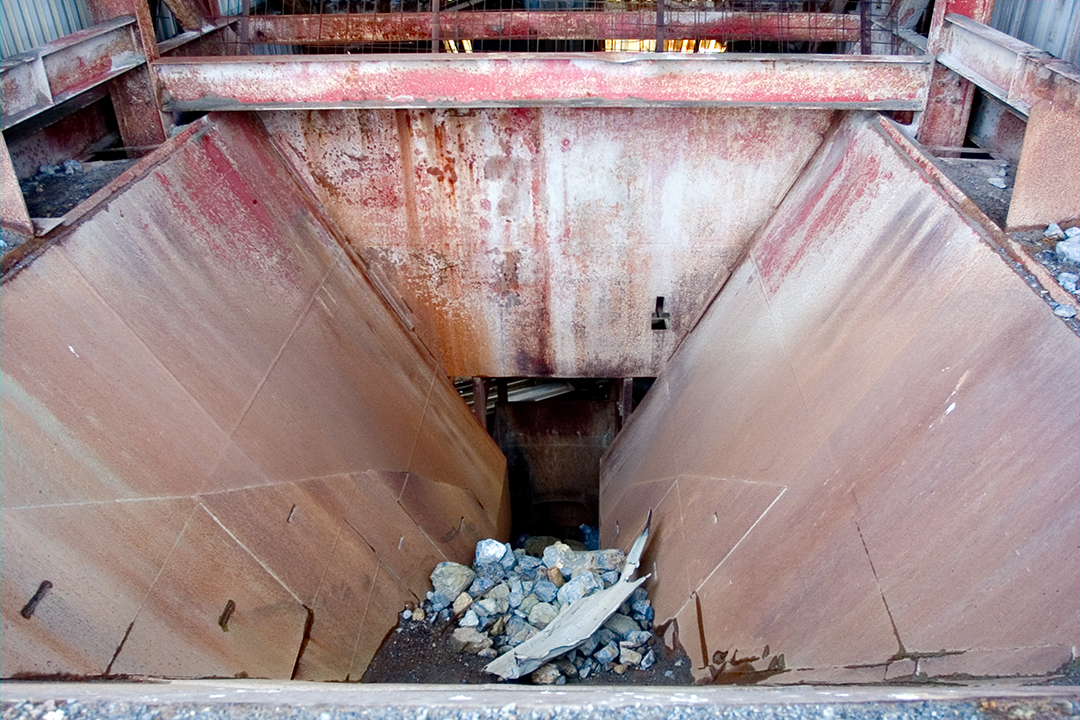
Приклад бункера живлення щокової дробарки.

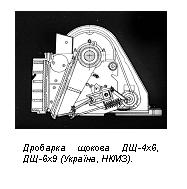
Щокова дробарка

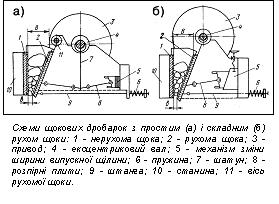
Дробарка щокова

Щокова дробарка (рос. дробилка щековая, англ. jaw crusher; нім. Backenbrecher m) — машина для механічного руйнування (дезінтеграції) шматків твердого матеріалу шляхом роздавлення між двома плоскими поверхнями з метою доведення їх розмірів до необхідної крупності. Застосовують в гірничій промисловості при крупному (1500—350 мм) і середньому (350—100 мм) дробленні міцних та в'язких порід — руд чорних і кольорових металів, вугілля, сланців, нерудних і інших корисних копалин. Вперше щокова дробарка запропонована А.Блеком (Велика Британія) в 1858.

## Класифікація
Розрізняють щокові дробарки:
- За кінематичною схемою приводного механізму розрізнюють щокові дробарки:
  - з простим (ЩДП) рухом пересувної щоки;
  - зі складним (ЩДС) рухом пересувної щоки;
- за способом кріплення пересувної щоки — з верхнім і нижнім її підвісом;
- за технологічним призначенням — крупного і середнього дроблення.

## Загальний опис
Щокова дробарка складається з станини, частиною якої є нерухома щока, вала з підвішеною пересувною щокою, приводного механізму і пристрою для регулювання. Рухома щока шарнірно підвішується до вала і, навперемінно повертаючись навколо своєї осі на невеликий кут, то наближається, то віддаляється відносно нерухомої щоки. При зближенні щок шматки матеріалу, що дробиться, руйнуються, при зворотному (холостому) ході пересувної щоки відбувається розвантаження дробленого продукту. Траєкторія руху точок пересувної щоки являє собою замкнену овалоподібну криву. Складнішу траєкторію руху реалізовують щокова дробарка з двома рухомими щоками, при цьому продуктивність зростає вдвічі, спостерігається менший абразивний знос футеровки.
Основним методом руйнування шматків в ЩДП є роздавлення, в ЩДС роздавлення і стирання. Щокову дробарку типу ЩДС застосовують для дроблення відносно дрібних малоабразивних руд з підвищеним вмістом глини і вологи, щокова дробарка типу ЩДП — для міцних гірських порід. Для запобігання абразивному зносу дробилки щоки і бічні стінки між ними футеруються змінними плитами з марганцевистої сталі. Щокова дробарка забезпечує ступінь подрібнення в межах від 4 до 6. Основні параметри щокової дробарки: кут захоплення (до 24о), хід пересувної щоки і частота гойдання щоки. Оптимальна частота гойдання 300-90 хв−1.

## Застосування
Застосування щокових дробарок найдоцільніше для дроблення глинистого і вологого матеріалу, але вони мало пристосовані для дроблення грудок пластинчатої форми.
Щокові дробарки установлюють переважно на збагачувальних фабриках невеликої продуктивності.